# Chironomus crassicaudatus
Chironomus crassicaudatus es una especie de quironómido nematócero perteneciente al género Chironomus, categorizada en la tribu Chironomini, de la subfamilia Chironominae. Fue descrita por Malloch en 1915.
Este ejemplar es válido y aceptado y aparece registrado en una sección de la publicación The Chironomidae, or midges, of Illinois, with particular reference to the species occurring in the Illinois River. Bulletin of the Illinois State Laboratory of Natural History 10: 274-543 de 1915 del autor Malloch, J.R.

## Descripción
Mide aproximadamente 5,2 mm de longitud.

## Distribución y hábitat
Se distribuye por América del Norte: en los Estados Unidos y Canadá. Suele habitar y frecuentar diversidad de cuerpos de agua, entre ellos, lagos, embalses, charcas, ríos y estanques.